# Аркиван
Аркиван (азерб. Ərkivan) старое название Дашвенд (что означает «край моря») — крупный посёлок в Масаллинском районе Азербайджана. По численности самый большой сельский населенный пункт в Азербайджане.

## Географическое положение

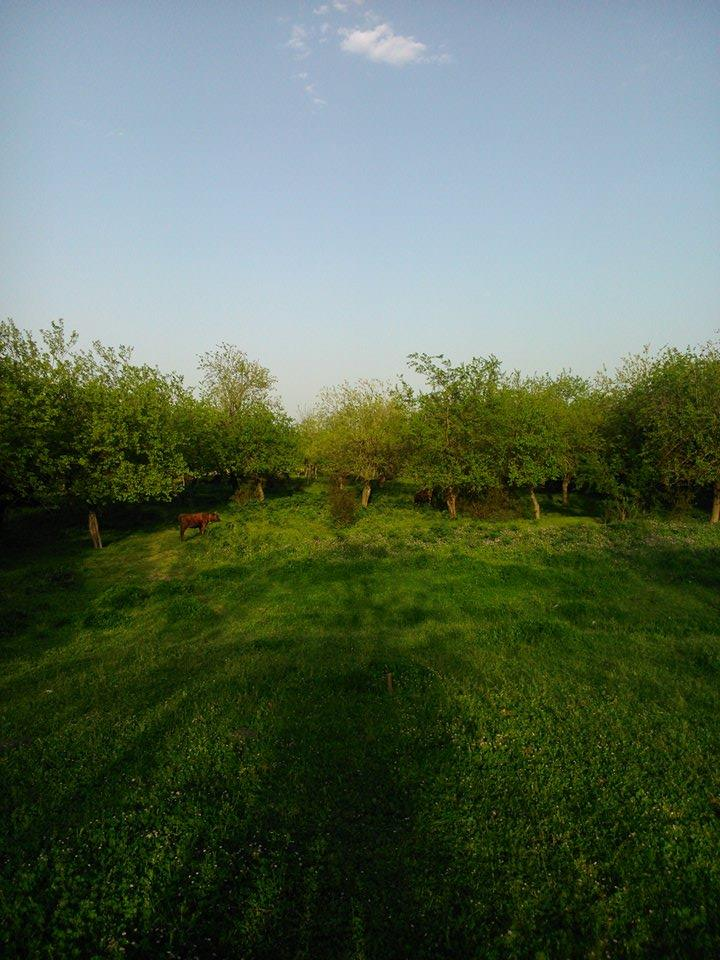

Аркиван расположен на Ленкоранской низменности, на правом берегу Виляшчая, в предгорьях Талышских гор и в 2 км к западу от города Масаллы.

## Население

### XIX век
По сведениям 1873 года, опубликованным в изданном в 1879 году под редакцией Н. К. Зейдлица «Сборнике сведений о Кавказе», в деревне Аркеванъ было 165 дворов и 1141 житель; население — «татары»-шииты (азербайджанцы-шииты).
По материалам посемейных списков на 1886 год, в Аркеванъ Ленкоранского уезда Бакинской губернии насчитывалось 183 дыма и 1507 жителей и все «татары»-шииты (азербайджанцы-шииты).

### XX век
Согласно «Кавказскому календарю» на 1910 год в Аркеванъ Ленкоранского уезда Бакинской губернии за 1908 год проживало 2247 человек, указанных «татарами» (то есть азербайджанцами).

## Известные уроженцы
Уроженцем Аркивана являлся майор ВС Азербайджана, участник Товузских боёв Анар Гюльверди оглы Новрузов.

## Этимология
Название села происходит от персидского «Эрк» (перс. فسفرارسالبه‎) — «убежище», «Я» — объединяющий слог, «Ван»(перс. ون‎) — означает «место», «город». Буквально «место для убежища», «безопасное место». Учёный-лингвист, профессор Агамуса Ахундов пишет, что «село Аркиван» означает место пребывания.

## Фотогалерея

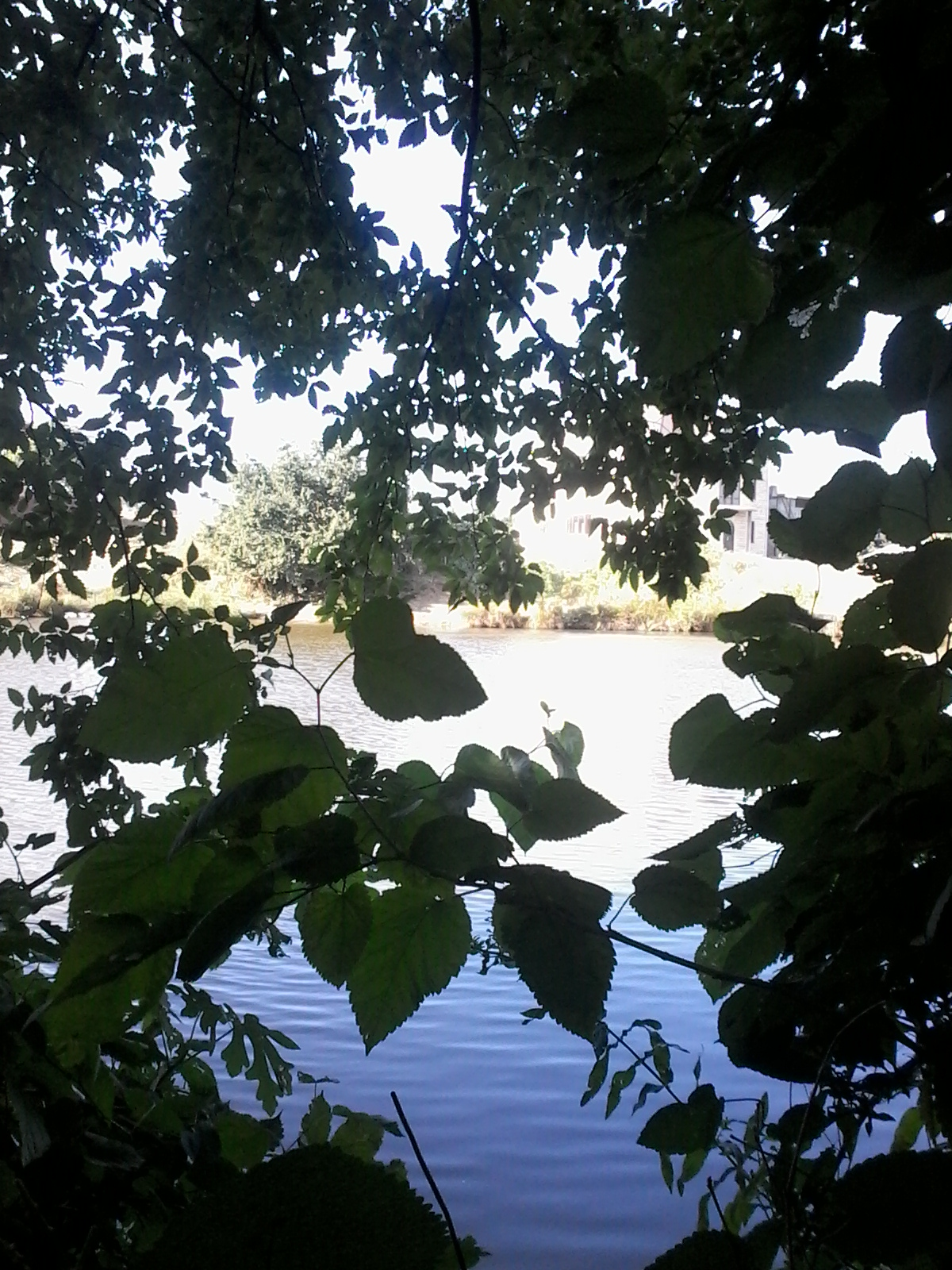
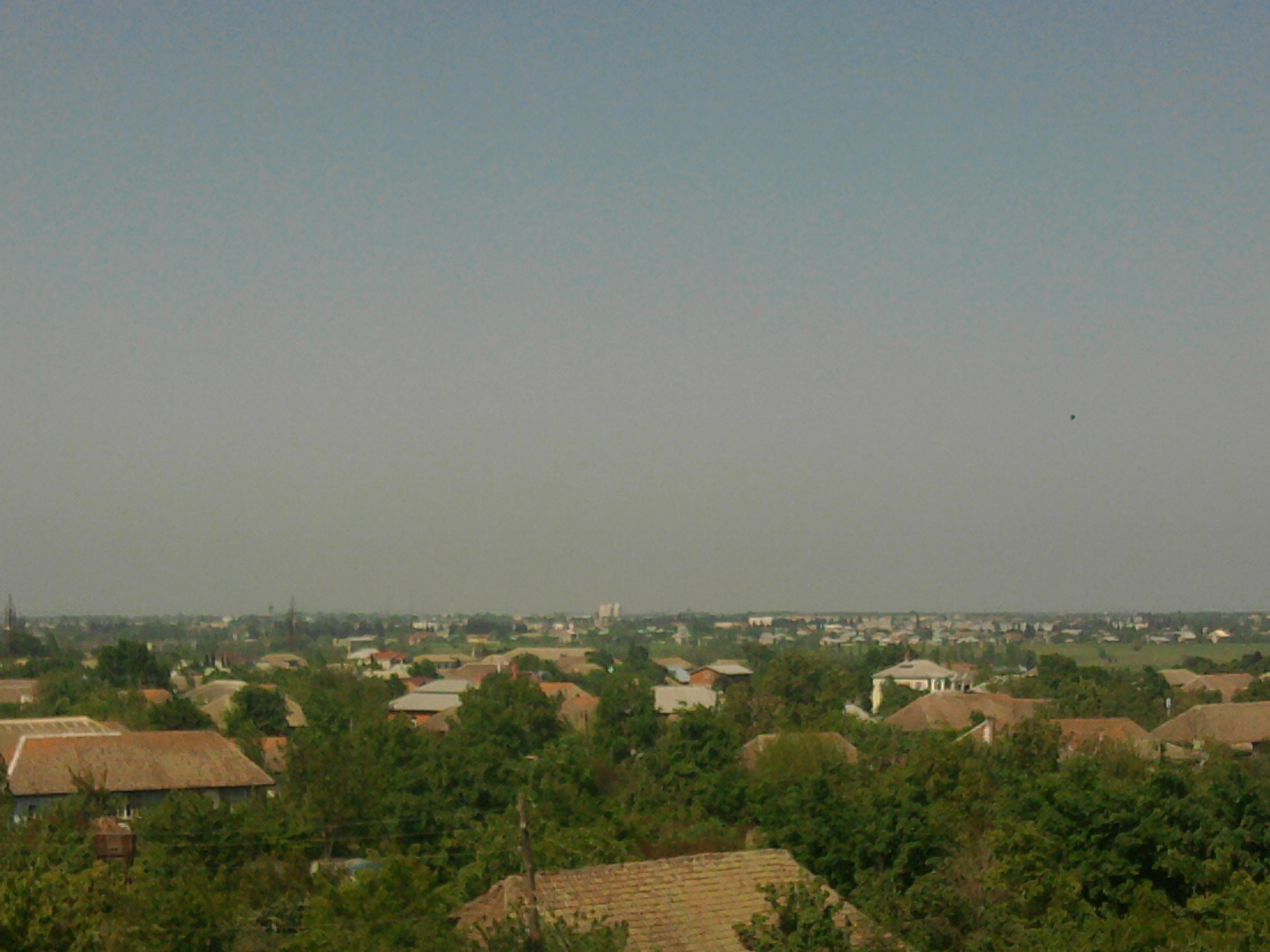
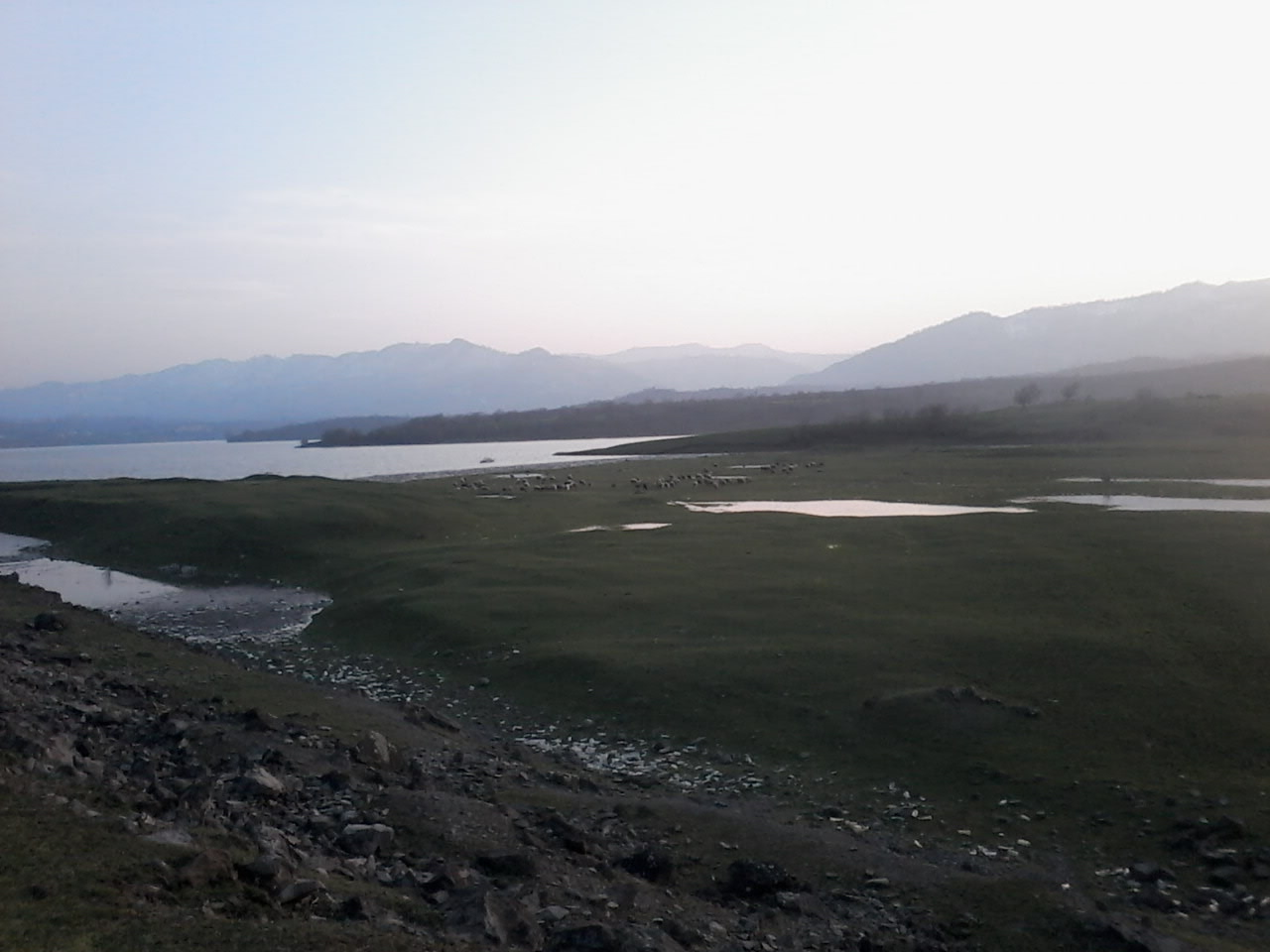
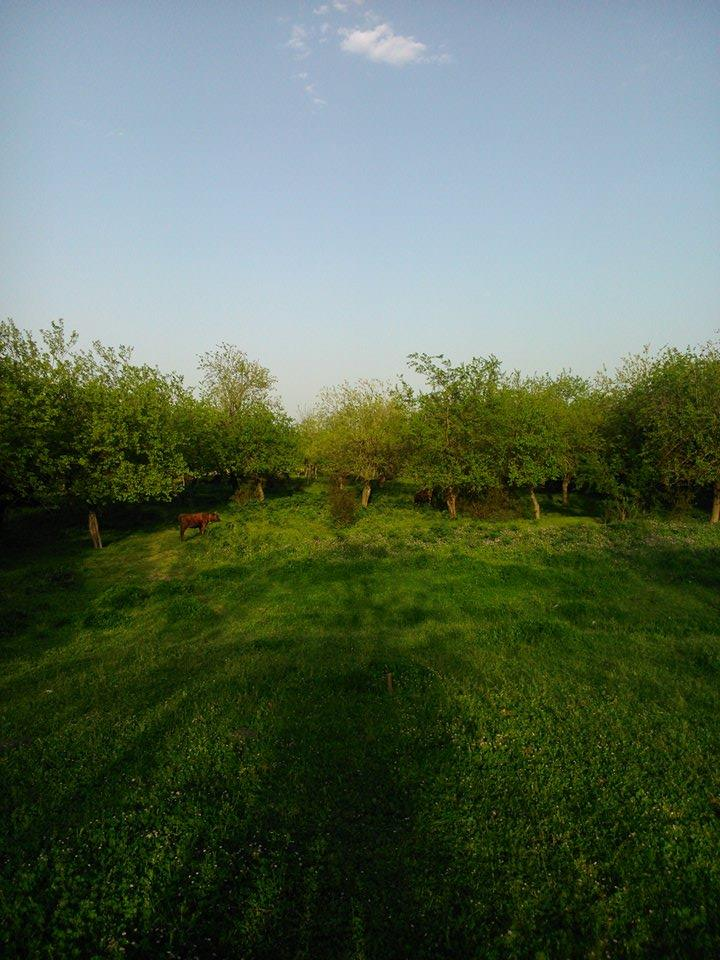

## Достопримечательности
- крепость Аркиван — V—VI века.
- мечети XVI—XIX веков.
- мавзолей Сейид Садыга[8].